# Seymeria bipinnatisecta
Seymeria bipinnatisecta är en snyltrotsväxtart som beskrevs av Berthold Carl Seemann. Seymeria bipinnatisecta ingår i släktet Seymeria och familjen snyltrotsväxter. Inga underarter finns listade i Catalogue of Life.